# Alexander County, North Carolina
Alexander County är ett administrativt område i delstaten North Carolina, USA. År 2010 hade countyt 37 198 invånare. Den administrativa huvudorten (county seat) är Taylorsville. 

## Geografi
Enligt United States Census Bureau så har countyt en total area på 682 km². 674 km² av den arean är land och 8 km² är vatten. 

### Angränsande countyn
- Wilkes County, North Carolina - norr
- Iredell County, North Carolina - öster
- Catawba County, North Carolina - söder
- Caldwell County, North Carolina - väster